# Zilvertaling
De zilvertaling (Spatula versicolor synoniem: Anas versicolor) is een eend die voorkomt op de pampa.

## Beschrijving
De beide geslachten zijn vrijwel gelijk. De bovenkop tot ooghoogte, nek en achterhals is zwartbruin. De rest van de kop is crèmekleurig. De borst en de buik zijn gelig met dicht bij elkaar staande donkerbruine puntjes. Dit patroon gaat op de buikzijden en flanken over in een smalle donkerbruine bandering. De bovenzijde is donkerbruin, op de stuit zit een bruin schubpatroon. De spiegel is glanzend blauwgroen met wit aan weerszijden. De onderrug tot de staartdekveren is fijn zwart-wit gebandeerd. De snavel is lichtblauw met een zwarte lengtestreep en een oranjegele basisvlek. De poten zijn grijs, het vrouwtje is iets kleiner met een minder contrastrijke koptekening.

## Verspreiding en habitat
De zilvertaling komt voor in het zuiden van Zuid-Amerika. Ze leven in voedselrijke ondiepe meren en op de Argentijnse pampa. Er zijn twee ondersoorten:
- S. v. versicolor: van centraal Chili tot zuidelijk Brazilië en zuidelijk Argentinië.
- S. v. fretensis: zuidelijk Chili, zuidelijk Argentinië en de Falklandeilanden.